# ファストグリーンFCF
ファストグリーンFCF(Fast Green FCF)は、緑色に着色することのできる着色料。食用タール色素に分類される合成着色料である。通称緑色3号（みどりいろさんごう）。常温では粒または粉末状の固体で、無臭である。分子式はC37H34N2Na2O10S3。分子量808.87。CAS登録番号 : 2353-45-9。
主に工業製品の着色用途や食品添加物として使用される。旧厚生省は天然に存在しない添加物に分類している。食品用途には、菓子や清涼飲料への使用が多い。FAO/WHO合同食品添加物専門家会議(JECFA)の毒性試験では短期毒性、長期毒性および発がん性は認められていない。国際癌研究機関(IARC)の発がん性リスク評価においても発がん性が確認できていない（Group 3）。
EUでは食品添加物として認可していた(E Number:E143)。EUは1989年に通達89/398/EECにおいて「乳幼児期の児童に対しては健康上の特別な利益のない食品添加物を摂取させるべきではない」(89/398/EEC, Article 1)という方針を提示した。それを受けて2008年のEUの法律改正(REGULATION (EC) No 1333/2008)以降は許可されていない。
またアメリカでは連邦食品・医薬品・化粧品法(FD&C法)のCHAPTER VII，SUBCHAPTER B--COLORSに基づき、"FD&C Green No.3"として食品（医薬品または化粧品）添加物として認可されているが、2025年4月22日、アメリカ食品医薬品局は着色料自体を段階的に廃止する方針を打ち出した上で、特に緑色3号を含む6つの着色料については、食品業界と連携して2026年末までに排除するとした。